# Lazurita
La lazurita es un mineral del grupo de los silicatos, subgrupo tectosilicatos. Químicamente es un aluminosilicato con otros cationes de sodio y calcio, de un color azul intenso de gran belleza. Su nombre deriva de la palabra árabe lazurd que significa "cielo". Un sinónimo usado es pigmento azul ultramar o ultramarina.
La lazurita es el componente de color azul que se observa en la gema decorativa denominada lapislázuli, la cual es una roca que también está formada por otros minerales: calcita, pirita, wollastonita, diópsido y minerales tipo sodalita. A veces se toma erróneamente el nombre de esta roca como sinónimo de lazurita.
A menudo ha sido confundido la lazurita con la lazulita o con la azurita, dos minerales que no tienen nada que ver con el primero, sólo se parecen en su color azul. Se distingue bien de la lazulita porque ésta tiene un lustre vítreo muy marcado y de la azurita porque ésta reacciona fuertemente con los ácidos.

## Ambiente de formación
Aparece en rocas calcáreas sometidas a metamorfismo de contacto, normalmente asociada a los minerales calcita, pirita, diópsido y moscovita, así como también a afghanita. También puede encontrarse en granulitas de alta temperatura.

## Localización, extracción y uso

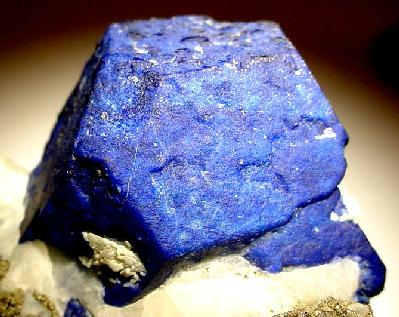
Imagen de una Lazurita

Es un mineral caro y conocido popularmente por ser el azul de la gema lapislázuli. Los pequeños cristales de pirita están siempre presentes en esta última, cuando no lo están la roca sólo tiene calcita y lazurita y se denomina entonces sodalita.
El lapizlázuli ha sido extraído durante siglos de unas minas que aún siguen en explotación en Afganistán, en el valle de Kokscha, de donde era exportado a oriente próximo y de ahí a Europa desde hace más de mil años. Se encuentra también en Ovalle (Chile), Birmania, Siberia, Angola, Canadá y en Estados Unidos.
En Europa se molía la lazurita hasta un polvo fino, el pigmento llamado azul ultramar o azul marino, que era usado como tinte para colorear de azul. Hoy día este pigmento se fabrica de forma artificial, por lo que ha dejado de explotarse este mineral con esta finalidad.
Los cristales bien formados y limpios de lazurita pura son muy valorados por los coleccionistas.